# Юналан (станція метро)
40°59′53″ пн. ш. 29°03′37″ сх. д. / 40.998083069715° пн. ш. 29.060210955496° сх. д.
Юналан (тур. Ünalan) — станція лінії М4 Стамбульського метро. Відкрита 17 серпня 2012 року поряд з п'ятнадцятьма іншими станціями у черзі Ускюдар — Картал.
Конструкція — станція глибокого закладення, має острівну платформу та дві колії.
Розташована під ТПВ Узунчаїр у кварталі Юналан, Ускюдар.
Пересадки: Метробус, Автобуси:3A, 11T, 130, 13M, 13Y, 14A, 14BK, 14DK, 15BK, 16A, 16, B, 16C, 16F, 16KH, 16M, 16S, 16U, 16Y, 16Z, 17K, 17P, 18A, 18E, 18K, 18M, 18Ü, 18V, 18Y, 19, 19A, 19B, 19E, 19FK, 19H, 19T, 19Z, 20E, 20Ü, 21B, 21C, 21G, 21K, 21U, 130A, 130Ş, 319, 320A, E-10, E-11, 
Маршрутки: 
Гарем — Гебзе,
Кадикьой — Армаганевлер, 
Кадикьой — Атакент, 
Кадикьой — Бати — Аташехір, 
Кадикьой — Булгурлу, 
Кадикьой — Картал, 
Кадикьой — Угур Мумджу, 
Кадикьой — Юкари-Дудуллу, 
Кадикьой — Озел—Еюбоглу-Колежі, 
Ускюдар — Аташехір, 
Ускюдар — Ферхатпаша, 
Ускюдар — Коз'ятаги